# ورخنایا آنگارا
ورخنایا آنگارا (انگلیسی: Upper Angara) یک رودخانه در جمهوری بوریاتیای کشور روسیه است.